# Hermann Frahm
Hermann Frahm (Büdelsdorf, 8 dicembre 1867 – Remscheid, 28 dicembre 1939) è stato un ingegnere tedesco, candidato al Premio Nobel per la fisica nel 1913.

## Biografia
Hermann Frahm era figlio di Hans Frahm (1822–1886) e di sua moglie Auguste Wiebke Margarethe, nata Voß (1833–1877). Il padre lavorava come maestro falegname presso la Vorwerk a Büdelsdorf e come maestro costruttore navale a Fockbek. Suo zio Ernst Voß ha cofondato il cantiere navale Blohm & Voß.
Frahm ha frequentato la scuola secondaria a Rendsburg e poi completato tre anni di formazione come meccanico di precisione presso Dennert and Pape ad Altona e ingegnere meccanico presso Blohm & Voß. Dal 1887 al 1890 studiò meccanica e costruzione navale al TH di Hannover sotto il consigliere privato Prof. Dr. L'Ing. W.Rhien. Ha poi lavorato per sei mesi come ingegnere presso Blohm & Voß e poi come designer presso Haniel e Lueg a Düsseldorf.
Nel 1892 Frahm rilevò dalla città di Colonia la direzione dell'ingegneria meccanica nel porto di Colonia. Nel 1898 tornò ad Amburgo e lavorò nuovamente presso Blohm & Voß. Ha diretto il dipartimento di test scientifici del cantiere navale. Qui si occupò particolarmente della ricerca sulle vibrazioni nelle macchine e nelle linee d'assi. Ha inventato diversi dispositivi di misurazione, tra cui un frequenzimetro e il tachimetro a vibrazione.
Nel 1904 Frahm fu nominato direttore tecnico della Blohm & Voß. All'inizio del XX secolo inventò il carro armato drag, che divenne la sua invenzione più importante. In tal modo ha creato le basi per numerose ottimizzazioni nella costruzione navale. Un'altra importante invenzione fu l'indicatore ottico di torsione, che permise di determinare le vibrazioni torsionali nelle linee d'assi.
Si ritirò nel 1936.

## Onorificenze
- Le università tecniche di Hannover e Berlino nominarono Frahm Dr. Ing. E. H.
- La società di costruzioni navali gli conferì il Golden Memo nel 1924.
- L'Associazione degli ingegneri tedeschi, di cui era membro, lo distinse per i suoi servizi allo sviluppo della ricerca sulle vibrazioni con la moneta commemorativa Grashof.
- A causa del suo successo organizzativo presso il cantiere navale, durante la prima guerra mondiale ottenne la Croce di ferro di classe II.